# Богоевич село
Богоевич село (на сръбски: Богојевић Село) е село в Босна и Херцеговина, разположено в община Требине, в ентитета на Република Сръбска. Населението му според преброяването през 2013 г. е 16 души, от тях: 16 (100,00 %) сърби.

## Население
Численост на населението според преброяванията през годините:
- 1961 – 179 души
- 1971 – 169 души
- 1981 – 142 души
- 1991 – 68 души
- 2013 – 16 души